# Orangeville (Canada)
Orangeville is een plaats (town) in de Canadese provincie Ontario en telt 26925 inwoners (2006). De oppervlakte bedraagt 15,57 km².

## Geboren
- Adam Copeland ('Edge'), 30 oktober 1973, professioneel worstelaar.

## Galerij

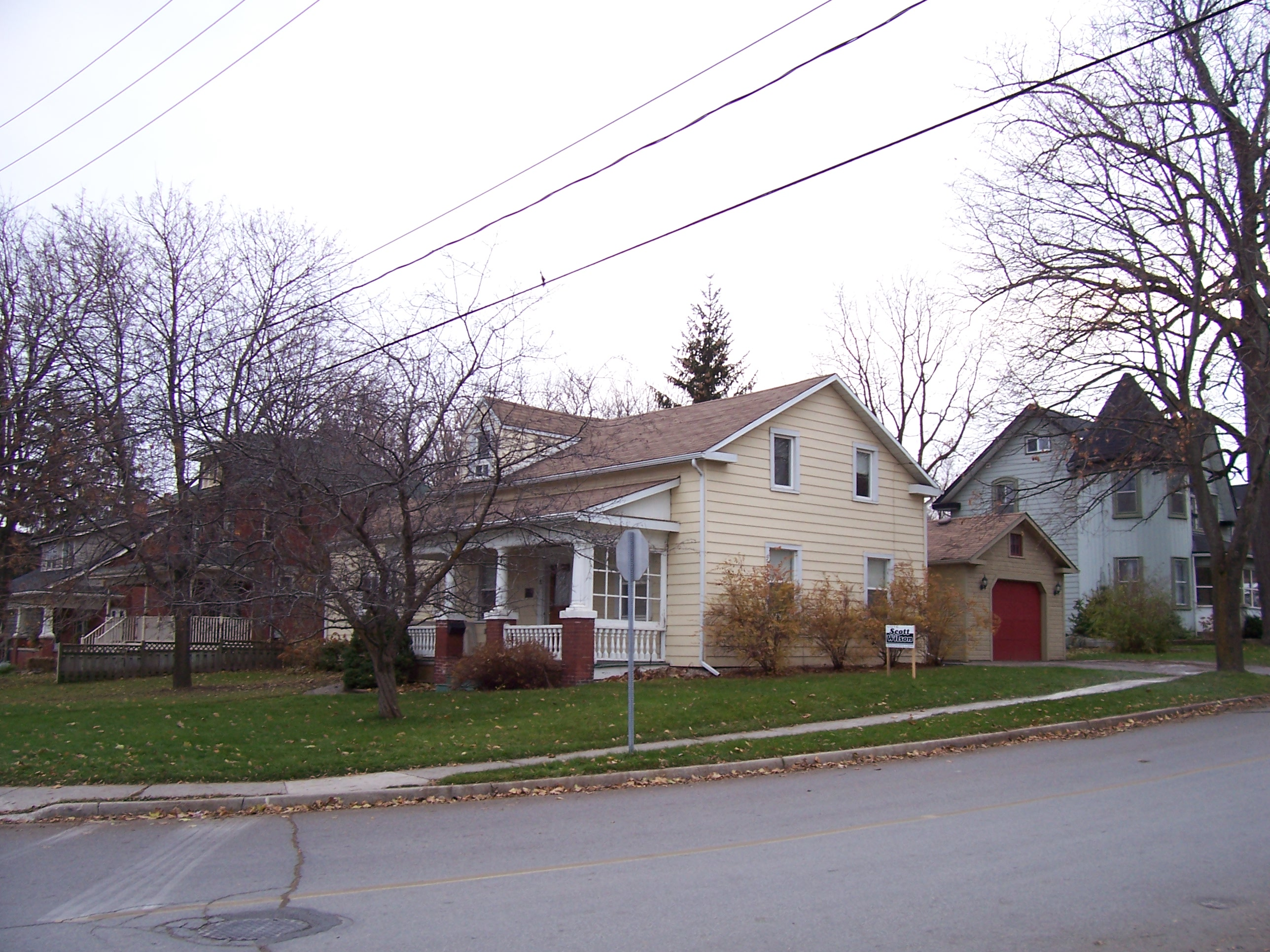
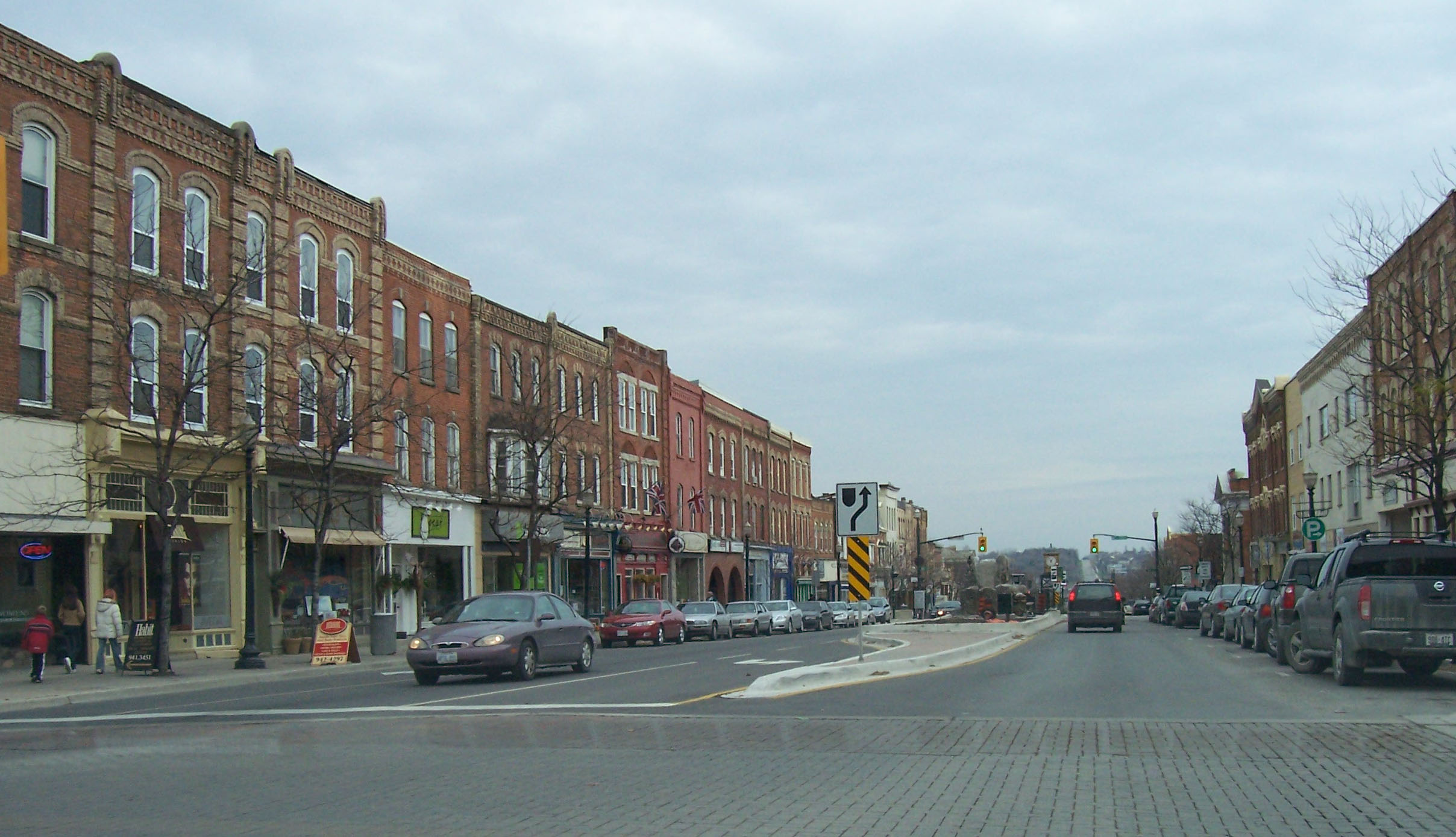
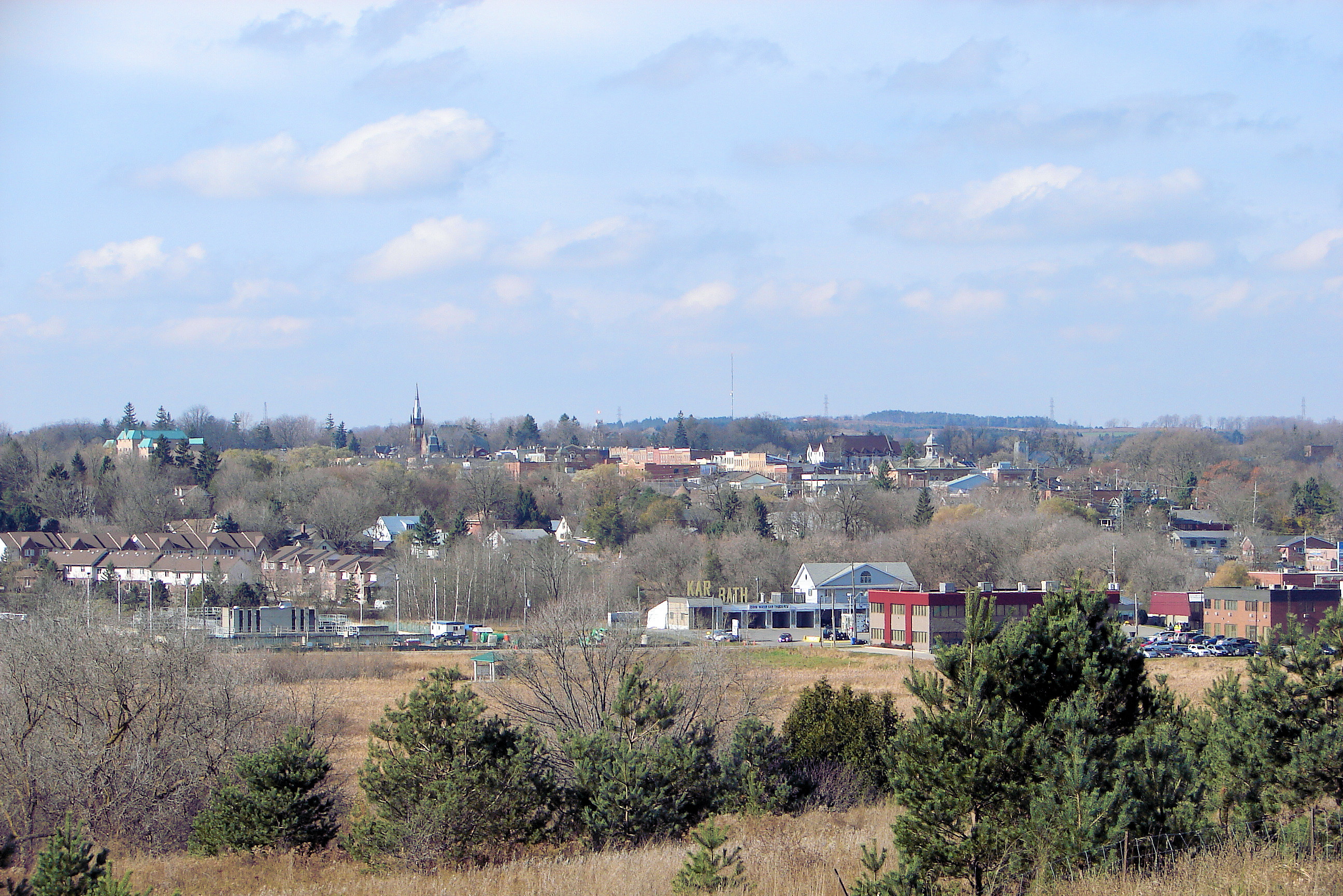